# نبرد سوم کوه هرمون
نبرد سوم کوه هرمون (انگلیسی: Third Battle of Mount Hermon) این نبرد در شب ۲۱ و ۲۲ اکتبر ۱۹۷۳، بین نیروهای دفاعی اسرائیل و ارتش سوریه بر فراز کوه هرمون، در آخرین روزهای جنگ یوم کیپور، رخ داد. نیروهای سوری در ۶ اکتبر، پایگاه نیروهای دفاعی اسرائیل در این کوه را تصرف کرده و به مدت دو هفته آن را در اختیار داشتند. در سومین نبرد، با نام رمز عملیات دسر، نیروهای اسرائیلی پایگاه اسرائیلی و پایگاه سوری را تصرف کردند.

## پیشینه
پس از از دست دادن کنترل کوه هرمون در ۶ اکتبر و عدم موفقیت در بازپس‌گیری آن در ۸ اکتبر، ارتش اسرائیل و به ویژه تیپ گولانی، مصمم به بازپس‌گیری آن شدند. از دست دادن این کوه، ضربه سنگینی به جمع‌آوری اطلاعات اسرائیل در طول جنگ وارد کرد. ساعت ۱۰:۱۵ شب ۱۹ اکتبر، داوید الازار، رئیس ستاد کل اسرائیل (راماتکال)، در حال عزیمت به فرماندهی شمالی اسرائیل بود تا حمله به هرمون را زیر نظر داشته باشد. در آن زمان، ستاد کل از ابلاغیه هنری کیسینجر، وزیر امور خارجه ایالات متحده، مبنی بر آتش‌بس فوری جنگ مطلع شد. از الازار خواسته شد تا به تل‌آویو بازگردد، جایی که او با موشه دایان، وزیر دفاع، دیدار کرد و آنها توافق کردند که بازپس‌گیری هرمون از اولویت‌های اصلی است.